# Deudorix ufipa
Deudorix ufipa is een vlinder uit de familie van de Lycaenidae. De wetenschappelijke naam van de soort is voor het eerst gepubliceerd in 1978 door Jan Kielland.

## Verspreiding
De soort komt voor in Zuid-Congo-Kinshasa, Tanzania en Noordoost-Zambia.

## Ondersoorten
- Deudorix ufipa ufipa (Kielland, 1978) (West-Tanzania)
  - = Virachola ufipa ufipa Kielland, 1978
- Deudorix ufipa bamptoni Libert, 2004 (Zuid-Congo-Kinshasa, Zuid-Tanzania, Noordoost-Zambia)
  - = Virachola ufipa bamptoni Libert, 2004